# Ophiactis loricata
Ophiactis loricata är en ormstjärneart som beskrevs av George Richard Lyman 1869. Ophiactis loricata ingår i släktet Ophiactis och familjen bandormstjärnor. Inga underarter finns listade i Catalogue of Life.